# À la vie, à la mort (roman)
Pour les articles homonymes, voir À la vie, à la mort (homonymie) et Till Death Do Us Part.
À la vie, à la mort — Till Death Do Us Part, dans l'édition originale en anglais — est un roman policier américain de John Dickson Carr publié en 1944. C'est le 15e roman de la série mettant en scène le personnage du Dr Gideon Fell.  Le récit développe une énigme en chambre close.

## Résumé
Dans le parc du château du dernier baron Ashe, une grande fête a été organisée.  Parmi les attractions, l'une est des plus courues : le devin nommé Grand Swami.  Il reçoit dans une tente et fait d'étranges révélations.  Lesley Grant, la fiancée de l'auteur dramatique Dick Markham, en est tout particulièrement troublée.  Peu après, au stand de tir, elle tire involontairement, selon elle, un coup de carabine en direction de la tente de l'oracle et le blesse grièvement. Est alors révélé que sous ce déguisement se dissimulait sir Harvey Gilman, médecin expert en affaires judiciaires attaché au Ministère de l'Intérieur. Il était sur place afin de démasquer Lesley Grant, une dangereuse criminelle, dont les trois époux successifs sont tous morts empoisonnés dans des chambres hermétiquement closes.
Le lendemain, à l'aube, Dick Markham reçoit un coup de téléphone d'un correspondant affolé qu'il n'arrive pas à identifier et qui lui enjoint de se rendre chez sir Gilman.  En approchant de la maison, le jeune homme voit une ombre tirer à la carabine en direction d'une pièce du rez-de-chaussée. Puis il découvre le cadavre du docteur, empoisonné par une injection d'acide prussique au beau milieu d'une chambre close, sauf pour le trou produit par la balle de carabine dans un carreau, mais qui n'a pas atteint le corps.  Le Dr Fell a tôt fait d'arriver sur les lieux avec le superintendant Hadley qui lui révèle alors que sir Harvey Gilman était un imposteur...

## Éditions
Édition originale en anglais
- (en) John Dickson Carr, Till Death Do Us Part, New York, Harper, 1944

Éditions françaises
- (fr) John Dickson Carr (auteur), À la vie, à la mort [« Till Death Do Us Part »], Paris, La Jeune Parque, coll. « Le Cercle rouge », 1946, 281 p. (BNF 31909859)
- (fr) John Dickson Carr (auteur) (trad. de l'anglais), À la vie, à la mort [« Till Death Do Us Part »], Paris, Nouvelles Éditions Oswald, coll. « Le Miroir obscur no 44 », 1982, 180 p. (ISBN 2-7304-0152-0, BNF 34762240)
- (fr) John Dickson Carr (auteur), À la vie, à la mort [« Till Death Do Us Part »], Paris, Librairie des Champs-Élysées, coll. « Le Masque no 2027 », 1990, 284 p. (ISBN 2-7024-2099-0, BNF 35286257)

## Adaptations
- 1956 : Till Death Do Us Part (À la vie, à la mort), épisode 32, saison 1, dans le cadre de la série télévisée américaine General Motors Presents, avec Corinne Conley, Patrick Macnee et Charles Jarrott
- 1981 : Tri Colpi di fucile, épisode de la série italienne Programa a Cura di ida Crimi réalisé par Umberto Ciapetti, d'après le roman À la vie, à la mort, avec Giampiero Albertini et Alberto Lupo

## Source
- Roland Lacourbe, John Dickson Carr : scribe du miracle. Inventaire d'une œuvre, Amiens, Encrage, 1997, p. 56-57.